# Universidad Andrés Bello
Die Universidad Andrés Bello (Akronym UNAB; deutsch: Andrés-Bello-Universität) ist eine 1988 gegründete private Universität in Chile. Der Namensgeber der Universität ist der chilenisch-venezolanische Intellektuelle Andrés Bello.

## Geschichte
Die Universität wurde am 24. Oktober 1988 in Santiago gegründet, als ihre Satzung offiziell ausgestellt wurde.
1996 wurde die Universität an die Saieh Group unter der Leitung des chilenisch-arabischen Álvaro Saieh veräußert, die sie bis 2003 leitete. Danach wurde die Verwaltung der Studierendenschaft an Laureate Education übertragen, ein international tätiges US-Unternehmen, das auf private Hochschulbildung spezialisiert ist.
2020 zog sich Laureate Education aus dem Vorstand zurück, nachdem Kritik an der Gewinnorientierung des Systems sowie an hohen Gehältern für Direktoren und Führungskräfte laut geworden war. Das Eigentum an der Universität ging daraufhin an die Fundación Educación y Cultura (Stiftung für Bildung und Kultur) über. In ihrer Grundsatzerklärung bekennt sich die Universität zu einem säkularen Geist sowie zu Pluralismus, Gedankenfreiheit, Zugänglichkeit, Inklusion und Vielfalt.

### Campus Casona de Las Condes

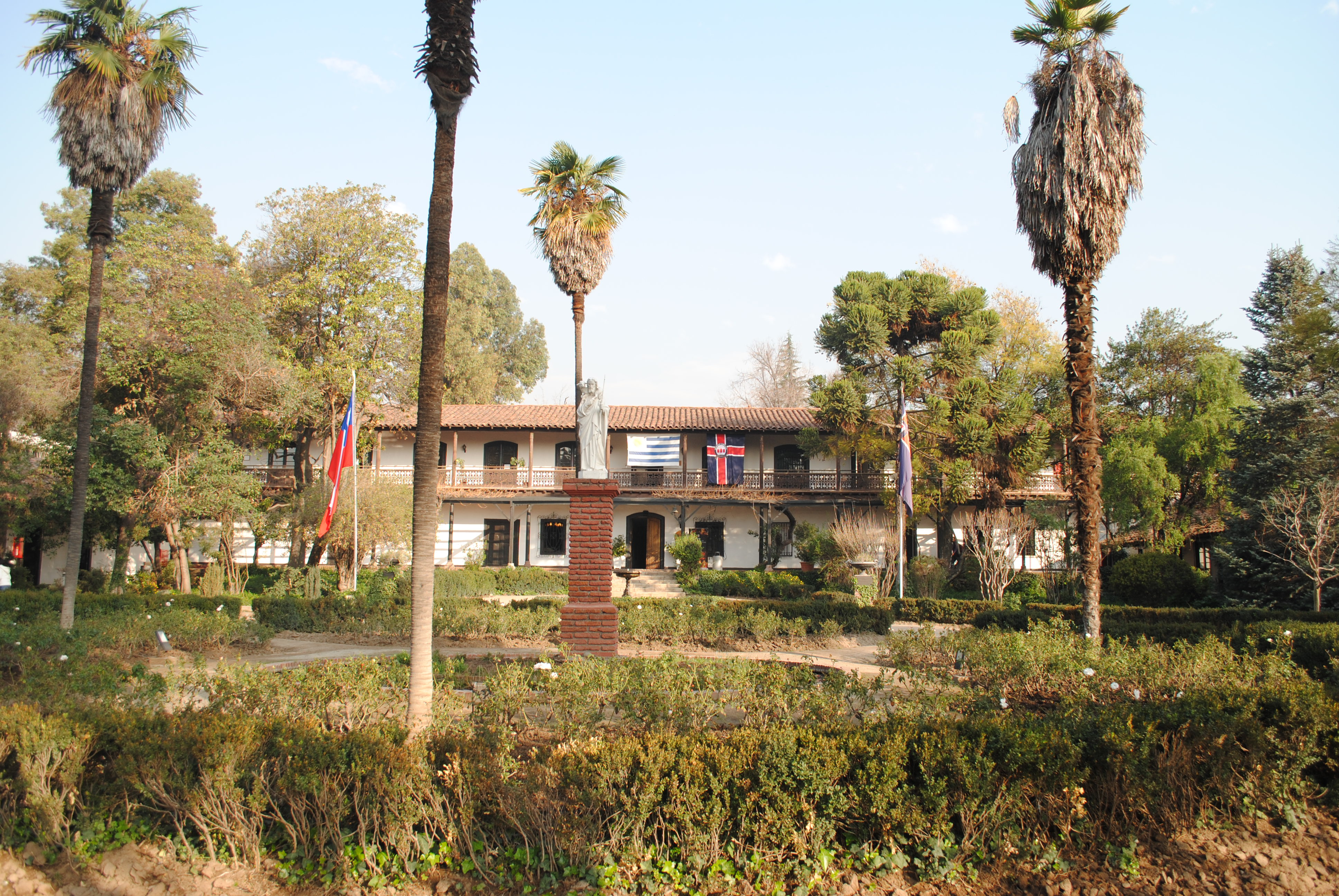
Campus Casona de Las Condes UNAB

Die Universität besitzt in der Kommune Las Condes in Santiago de Chile eine historische Casona im spanischen Kolonialstil. Das Gebäude gehörte ursprünglich zur Hacienda San José de la Sierra und wurde 1982 zum Monumento Histórico (Denkmalschutz) erklärt.
1992 erwarb die UNAB das Gelände mit rund 3000 m² und restaurierte die Casona, um sie als Campus für Verwaltungs- und akademische Zwecke zu nutzen. Der Campus Casona de Las Condes wurde 1993 eröffnet und ist seitdem ein wichtiger Standort der Universität.

## Fakultäten

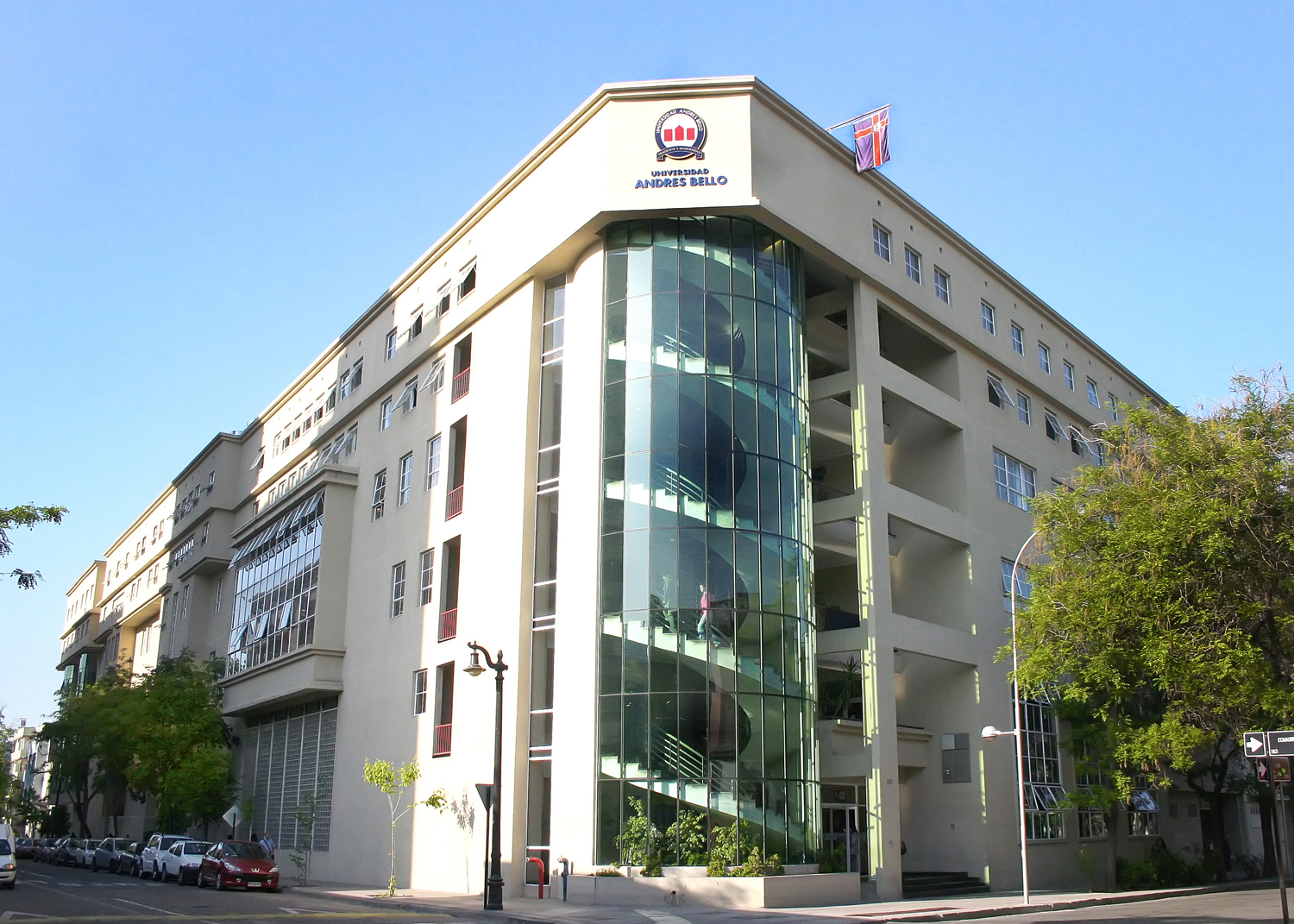
Universitätssitz im Viertel República

Die Universität verfügt über 11 Fakultäten und betreibt Campus in drei Städten des Landes: Santiago, Viña del Mar und Concepción:
- Fakultät für Architektur, Kunst, Design und Kommunikation
- Fakultät für Rehabilitationswissenschaften
- Fakultät für Lebenswissenschaften
- Fakultät für Exakte Wissenschaften
- Fakultät für Rechtswissenschaften
- Fakultät für Wirtschaft und Unternehmensführung
- Fakultät für Erziehungs- und Sozialwissenschaften
- Fakultät für Krankenpflege
- Fakultät für Ingenieurwissenschaften
- Fakultät für Medizin
- Fakultät für Zahnmedizin